# Čagošta (naselje)
Čagošta je naseljeno mjesto u općini Foča, Republika Srpska, BiH. Ne pojavljuje na popisima poslije 1961., jer je već 1962. upravno spojeno s naseljem Velikom Ljubinom u naselje Ljubinu.(Sl.list NRBiH, br.47/62). 
Čagoštu čine naselja Donja Čagošta (43.4184, 18.6991) i Gornja Čagošta (43.4219, 18.6967). Nalaze se na obroncima planine Čagošte koja je sjeverozapadni ogranak masiva Zelengore. Najviši vrh Čagošte je Kukonoš, 1274 m nadmorske visine.

## Stanovništvo
| Narod     | Popis 1961. |
| --------- | ----------- |
| Hrvati    |             |
| Muslimani |             |
| Srbi      | 61          |
| ostali    |             |
| Ukupno    | 61          |